# Ivan Pastelij
Ivan Pastelij (ukrajinsky Іоанн Пастелій, maďarsky János Pásztélyi, 8. května 1826 Veľaty — 24. března 1891 Užhorod) byl biskup mukačevské řeckokatolické eparchie mezi lety 1875 až 1891.

## Život
Ivan Pastelij se narodil 8. května v roce 1826 v obci Veľaty na dnešním východním Slovensku. Studoval na teologických školách v Užhorodě, Budapešti a Jágeru. Jeho jáhenské svěcení proběhlo 24. června 1849 a jeho knežské svěcení proběhlo o šest dní později, 1. července 1849.
25. listopadu 1874 byl Ivan Pastelij jmenován biskupem mukačevské řeckokatolické eparchie, tuto volbu potvrdil Svatý stolec a papež Pius IX. 15. března 1875. 18. dubna 1875 byl oficiálně v Prešově vysvěcen na biskupa.

### Biskup mukačevský
8. května 1883 se konalo shromáždění komise pod vedením bývalého člena Spolku sv. Vasilije Velikého kanovníka Ioanna Mondoka, který za podpory biskupa se rozhodl vyprojektovat novou budovu užhorodského řeckokatolického semináře. Pro seminář se vybralo místo na místě tzv. Čurhovičových sadů naproti Užhorodskému hradu. Výstavba byla dokončena v roce 1886, ale vyučovat se začalo již v roce 1884.
Během biskupství Ivana Pastelije se zvýšil tlak maďarských úřadů na způsob konání bohoslužeb, kdy se změnil jazyk bohoslužeb z církevní slovanštiny na maďarštinu.
Ivan Pastelij zemřel 24. března 1891 v Užhorodu.

## Vyznamenání
- Řád svatého Řehoře Velikého, Rytíř velkého kříže[1]